# Permanganatometria
La permanganatometria è una tecnica analitica che prevede una titolazione di ossidoriduzione che usa come reattivo il permanganato.
Nella permanganometria si usano come titolanti soluzioni standard di permanganato.
Il KMnO4 è un ossidante molto usato nell'analisi, sia per il suo forte potere ossidante, sia perché la sua forma ossidata è fortemente colorata (viola intenso ), sia per il costo abbastanza contenuto del prodotto commerciale.
In ambiente acido si riduce a Mn 2+, incolore. 
In ambiente neutro o debolmente alcalino il KMnO4 si riduce in MnO2, solido nero, a pH elevati a MnO2−4.
Il KMnO4 si usa soprattutto in ambiente acido, dove la reazione di riduzione è abbastanza rapida, stechiometrica e non richiede l'uso di indicatori, in quanto la stessa forma ossidata, colorata intensamente in rosso-viola, agisce da indicatore. Grazie a questa caratteristica, il KMnO4 appartiene a quella categoria di indicatori chiamati "reagenti-indicatori". Le titolazioni con soluzioni di permanganato devono essere eseguite, oltre che in ambiente acido, in soluzioni diluite e a temperatura ambiente. La titolazione può avvenire anche in ambiente basico, solamente in seguito all'aggiunta di Ba2+, che porta alla precipitazione dello ione MnO2−4, instabile, come BaMnO4, stabile e inerte (non interferisce con la titolazione). Inoltre il KMnO4 non è uno standard primario perché è difficile da ottenere puro.
Solitamente viene usato per titolare sostanze come Acqua ossigenata, Acido ossalico (O un suo sale), o talvolta anche con il Sale di Mohr. 